# Laura Paquit
Laura Paquit est une nageuse française née le 25 mars 1995 à Reims.
Elle est sociétaire de l'ASPTT Limoges de 2003 à 2013, puis évolue au Tarbes CN pendant deux ans. Elle retourne à l'ASPTT Limoges en 2015.
Après deux troisièmes places en 2013 et 2014, elle remporte le titre de championne de France sur 200 mètres brasse en 2016.